# Інгульське
Інгу́льське — село в Україні, в Устинівській селищній громаді Кропивницького району Кіровоградської області. Населення становить 747 осіб. Колишній центр Інгульської сільської ради.

## Історія
Засноване у 1836 року братами Корніченками[джерело?].

## Населення
Згідно з переписом УРСР 1989 року чисельність наявного населення села становила 888 осіб, з яких 450 чоловіків та 438 жінок.
За переписом населення України 2001 року в селі мешкало 736 осіб.

### Мова
Розподіл населення за рідною мовою за даними перепису 2001 року:
| Мова       | Відсоток |
| ---------- | -------- |
| українська | 95,45 %  |
| російська  | 3,88 %   |
| молдовська | 0,40 %   |
| білоруська | 0,27 %   |